# Hidegkuti Nándor
Hidegkuti Nándor korábban: vitéz Hidegkuthy (becenevén „Öreg”) (Budapest, 1922. március 3. – Budapest, 2002. február 14.) világhírű magyar labdarúgó, az Aranycsapat kiemelkedő csatára. Olimpiai bajnok 1952-ben, világbajnoki ezüstérmes 1954-ben. 69 válogatott mérkőzésen 39 gólt szerzett. A londoni 6 : 3-as mérkőzésen mesterhármast szerzett. Edzőként a Fiorentinával Kupagyőztesek Európa-kupája győztes 1961-ben. Ma az MTK Budapest FC Hungária körúti otthonát (Új) Hidegkuti Nándor Stadionnak nevezik.

## Sportpályafutása

### Gyerekkor
1922-ben Óbudán, polgári családban, Dvornik (néhol Dvornyik) Nándor néven született, másod-unokatestvérek voltak Kertesi Ignáccal. Édesapja vitézi címet kapott, első világháborús hős, díszpolgár volt, édesanyja gyárigazgató. Óbudai gyerekként a focit a Szent Margit-kórház melletti, Bécsi út feletti grundokon, rongylabdával kezdte. „Hétéves lehettem, amikor arra ébredtem, hogy édesanyám a harisnyáját keresi. Én azt a párnám alatt rejtettem el, de már korántsem harisnyaként, hanem egy vadonatúj rongylabda alakjában. Az Újlaki Téglagyár környékén a grundon ez volt a legnagyobb érték, a rongyokból, a hazulról szerzett használt anyagokból összegyúrt átzsinegelt, kis kerek labda” – emlékezett vissza Hidegkuti Nándor.[forrás?] A mindig elsőként kapitánynak választott nyurga, vékony srácot a grundcsapatban még legtöbbször a kapuba állították magassága és bravúros védései miatt. A környékbeli óbudai Újlaki FC akkoriban alakuló kölyökcsapatának intézője viszont középcsatárként látott benne a fantáziát, és pár év múlva, 16 évesen be is került az UFC felnőtt csapatába (pályájuk a korabeli téglagyár mellett, a mai Bécsi úti Praktiker áruház helyén volt). „Akkor a Harisnyagyárban dolgoztam, inas voltam, akárcsak a futballcsapatban. A gyárban a trafikba vagy a henteshez kellett futnom, hogy a segédek kedvében járjak, a csapat Benjáminjaként pedig a felszerelést cipeltem a mérkőzésekre.”[forrás?] Gyorsan felfigyeltek tehetségére, és 17 évesen már a szomszédos NB II-es Gázművek csapatához hívták, pár évvel később pedig a Duna másik partján, a XIII. kerületi Elektromos mezében játszott, két gyerekkori óbudai barát, Börzsei János és Rozsáli között. A nagy felfedezésre azonban még várnia kellett. Az emlékezetes 1943-as Magyarország–Svédország előtt meghívták a válogatott kerethez, de a pehelysúlyú játékos – alig volt 60 kiló – Zsengellért mégsem szoríthatta ki a csapatból. A nagy kiugrás 1945-ben, néhány hónappal a második világháború után történt. Hidegkuti néhány Elektromos-játékossal a zuglói Herminamezei AC csapatához szerződött, mert ott a prémiumot burgonyában, cukorban és babban „fizették”. Innen került a magyar B-válogatottba, és 1945. augusztus 20-án Bécsben játszott együtt Sárosi Györggyel.

### Az MTK-ban
Az 1945 utáni években újjáéledő labdarúgást két csapat rivalizálása fémjelezte. Az egyik a nyilas időszak alatt megszűnt, de '45 után nagy hagyományainak köszönhetően gyorsan újjáéledő MTK, a másik Rákosi Mátyás teljhatalmú honvédelmi minisztere, a nagy futballrajongó Farkas Mihály vezetésével a Kispestből államosított és támogatott Budapesti Honvéd volt. Hidegkuti 1947-ben, 27 évesen még lényegében politikai irányítás nélkül került az MTK-hoz. Előbb a válogatottban nemrégiben megismert FTC-s Sárosi doktor hívta a Ferencvároshoz. „Nándi, gyere hozzánk a Fradiba! – csalogatott a doktor, majd hazaérkezésünk után megbeszélte a vezetőjükkel, hogy a zöld–fehérekhez megyek. El is mentem az Üllői útra, de míg az igazolás aláírására várakoztam, valaki megjegyezte: Minek hozzátok ide Hidegkútit? Van itt nála jobb csatár! Érzékeny voltam, sarkon fordultam s meg sem álltam az MTK-ig. Az egyik vezető megkérdezte: Van kedve az MTK-ban futballozni? Hallgattam, de egy villanásnyi szünet után valaki válaszolt helyettem: Nándinak ez minden vágya… Mandik Béla, az MTK régi vezetője, a B-válogatott kapitánya beszélt helyettem, áradozott képességeimről. Soha nem bántam meg, hogy a kék–fehér mezt húztam magamra, s abban az egyesületben játszhattam, ahol Orth, Molnár, Titkos, Sas, Kalmár rúgta egykoron a labdát. Az MTK híres volt szép stílusáról, s nekem megfelelt ez a játékfelfogás a lapos, pontos adogatások, szellemes húzások, az ötletes, színes futball. Ezzel a játékkal nem csak a közeli országokba jutottam el, hanem két évvel a nagy világégés után közel-keleti portyára indultunk. Játszottunk Tel-Avivban, Jeruzsálemben, Haifában, megismertük Bukarest, Isztambul nevezetességeit. Óriási élmény volt ez a nehéz háborús évek után valamennyiünk számára."[forrás?]
Hidegkuti az MTK játékosaként három bajnoki címet nyert, hatszor lettek másodikok, és egyszer harmadikok. Az MTK színeiben 302 mérkőzésen 202 gólt lőtt.

### Karrierje és a politika
A polgári Hidegkuti családban édesapja köztiszteletben álló díszpolgár, első világháborús hős, vitézi címmel, az édesanya gyárigazgató. Az ifjú Nándor a vitézi rend által szervezett események főszereplője a 20-30-as években. E polgári származás az ötvenes években még komoly gondot okozott karrierjében, például az Aranycsapatba bekerülése során.
A kommunista párt hatalomátvétele után nehéz helyzetbe került a Hidegkuti család. „Édesapám addigra már elvesztette a munkáját. És akkor már bajban volt az édesanyám is, akit ki akartak tenni a gyárból, nem beszélve rólam, akit sokan a múltunk miatt egyszerűen levegőnek néztek. Sebes Gusztáv segített. Azt mondta: az elvtársak fejéből ki kell törölni, kik voltunk. Ki kell találni egy másik Hidegkuti családot. És ezt az újat egy film segítségével be kell mutatni az elvtársaknak, az országnak. Guszti bácsi maga dirigálta a filmet, amit aztán a Filmhíradóban közzé is tettek. Ebben az édesanyám már munkásnő volt, nagy kendővel a fején a gépnél serénykedett. Élmunkásnő lett! Bemutatták, ahogyan dolgozik, elmesélték, munka mellett milyen nehezen nevelte a családot… Akik ismertek minket, tudták, hogy nem igaz. Mégis, ők is elfogadták, hogy nem azok vagyunk, akiknek eddig gondoltak. Elfogadták, hogy ezentúl új arcunk van, hogy mások lettünk. Édesanyám így aztán a továbbiakban is a gyárban maradhatott. Én meg, immáron mint munkásfiú, játszhattam Öcsiékkel…"[forrás?]

### 1956 után
Az 1956-os forradalom után az Aranycsapat tagjai közül többen külföldön maradtak, mint a Honvéd külföldi túrájáról vissza nem térő Puskás, Kocsis, Czibor. Hidegkuti ebben az időszakban sem szándékozott végleg elhagyni Magyarországot. Érdekes, őt is érintő epizód az 56-os szabadságharc kitörése előtt forgatott filmvígjáték, az (amúgy ironikusan rendszerkritikus) „A csodacsatár” esete, melyben Puskás Öcsi is szerepelt. A film jeleneteit már felvették, amikor külföldön maradása miatt a hatalom számára Puskás árulóvá és nemkívánatossá vált, így a filmet nem akarták Puskással levetíteni. Ezért a film összes Puskással készült jelenetét újraforgattatták, a másik „csodacsatárral”, Hidegkutival.

### A válogatottban
1945 és 1958 között 69 mérkőzésen szerepelt és 39 gólt szerzett. Első válogatottbeli szereplése: Még nem volt az MTK játékosa, hanem több más fővárosi kisegyesület után éppen a HAC támadója, amikor 23 évesen bekerült a válogatott keretbe. „És milyen érdekes körülmények között… 1945. szeptember 30-án kiballagtam az Üllői útra, ahol a románokkal mérkőztünk. Kíváncsi voltam a mieinkre. És mit ad Isten, azonnal az öltözőbe küldtek. Gallowich Tibi bácsi röviden közölte, hogy Szusza Feri sérült, én állok be a helyére. Az utcáról lettem válogatott. Két góllal tettem le a névjegyemet, amúgy hét kettő lett a javunkra."
A világháború után eleinte rövidebb-hosszabb kihagyásokkal, csupán beugróként jutott szóhoz Kocsis Sándor, Puskás Ferenc, esetleg Czibor Zoltán szerepkörében. 1950-től vált rendszeressé a játéka, de még az helsinki olimpián is többször csak jobbszélsőként „fért be". A válogatottban igazi szerepkörét 1952-ben találta meg Sebes Gusztáv, amikor már 30 éves elmúlt. Feledhetetlen az „évszázad mérkőzésén”, a londoni 6-3-as találkozón rúgott három csodálatos gólja – ez volt pályafutásának a csúcspontja. Kimagasló teljesítményét mutatja, hogy e mérkőzésen lőtt még egy szabályos gólt, 1–0-nál, amit a bíró lesre hivatkozva nem adott meg.
„Ő minden idők egyik legjobb magyar labdarúgója. A hátravont középcsatár addig ismeretlen poszt volt, ezzel az újítással meglepte az ellenfeleket” – nyilatkozta Buzánszky Jenő.

### Edzőként
Edzőként is nagyon sikeres volt: a Fiorentinával megnyerte az olasz kupát és a KEK-et, a Győrrel magyar bajnok lett, a kairói El Ahly-val ötszörös egyiptomi bajnok, rendszeresen 90 000 néző látogatta a mérkőzéseiket. 75 éves volt, amikor az egyiptomi klub a technikai igazgatói állást felkínálta neki. Ő azonban – saját elmondása szerint – a csúcson akarta abbahagyni: 1980-ban hazajött Magyarországra, s bár Győrbe és az MTK-ba is hívták, kijelentette, többé nem edzősködik – és szavát meg is tartotta.
„Szép volt a játékos-pályafutásom. Amikor a válogatottban kimentünk a pályára, óriási élmény volt, hogy rengeteg külföldi jött el mérkőzéseinkre, mert szép játékot akartak látni. Szeretet vett körül bennünket mindenütt, s öröm volt hallgatni a mérkőzés előtt a magyar Himnuszt. Edzőként is nyugodt légkör volt körülöttem. Elmondhatom, úgy éltem és dolgoztam, ahogy én akartam. Boldog ember vagyok” – nyilatkozta.

### Anekdoták
Közel-keleti portyája után új edző került az MTK-hoz. Bukovi Márton. Ekkor történt a következő eset: „Sajnos, akkoriban sérült voltam, s erőnlétem nagyon leromlott. Amikor bekerültem a csapatba, nem tudtam igazán jó játékot nyújtani. Beküldött a Sportkórházba, s a laboratóriumi vizsgálat után kiderült, vérszegény vagyok. Megkezdődött az orvosok küzdelme az anaemiám ellen. Elterjed a hír, egy labdarúgónak fél liter vérre lenne szüksége. Egy csinos szőke ápolónő jelentkezett az orvosnál: Nézzék meg, hogy az én vérem alkalmas-e arra, hogy Hidegkuti kapjon belőle… Azóta is szeretettel gondolok véradómra, hiszen nem sokkal később 1948-ban Bukarestben a B-válogatott balszélsőjeként az én három gólommal nyertünk a románok ellen. A mérkőzés után képeslapot küldtem a kedves, szolidáris asszonynak: Vérével becsületesen gazdálkodtam. Még egyszer köszönöm áldozatát. S ami a legszebb: a sportújság így írt rólam: Hidegkúti beállítása friss vérkeringést vitt a játékba." - Hidegkuti Nándor visszaemlékezése

## Sikerei, díjai

### Játékosként
MTK
- Magyar bajnokság
  - bajnok (3 alkalommal): 1951, 1953, 1957–1958
  - 2. (6 alkalommal): 1948-1949, 1950 ősze, 1952, 1954, 1955, 1957-tavasz
  - 3. (1 alkalommal): 1949–1950
- Magyar labdarúgókupa
  - győztes: 1952

Válogatott
- olimpiai bajnok: 1952, Helsinki
- világbajnoki ezüstérmes: 1954, Svájc

### Edzőként
Fiorentina
- Olasz Kupa
  - győztes: 1960–1961
- Kupagyőztesek Európa-kupája (KEK)
  - győztes: 1960-1961
  - döntős: 1961–1962

 Győri Vasas ETO
- Magyar bajnokság
  - bajnok: 1963-ősz

 Al-Ahly, Kaíró
- Egyiptomi bajnokság
  - bajnok (5 alkalommal): 1974-1975, 1975-1976, 1976-1977, 1978-1979, 1979-1980

### Egyéni elismerései
- 1951: Magyar Népköztársasági Sportérdemérem ezüst fokozat[4]
- 1951: A Magyar Népköztársaság kiváló sportolója[5]
- 1953: Munka Érdemrend[6]
- 1953 Az év labdarúgója
- 1954 A Magyar Népköztársaság Érdemes Sportolója[7]
- 1988 MTK Örökös Bajnok, Örökös tag, 100 éves MTK jubileumi aranygyűrű
- 1993 A Magyar Köztársasági Érdemrend középkeresztje[8]
- 1994 Óbuda-Békásmegyer díszpolgára
- 1994 FIFA érdemrend
- 1995 Magyar Olimpiai Bizottság érdemérem
- 1997 Magyarország hírnevéért díj
- 1998 Aranyemlékérem a Magyar Köztársaság Elnökétől
- 2001 100 éves MLSZ emlékérem
- 2013 Budapest díszpolgára (posztumusz)[9]

## Statisztika

### Mérkőzései a válogatottban
| Magyarország | Magyarország         | Magyarország                        | Magyarország       | Magyarország | Magyarország  | Magyarország          | Magyarország | Magyarország |
| #            | Dátum                | Helyszín                            | Hazai              | Eredmény     | Vendég        | Kiírás                | Gólok        | Esemény      |
| ------------ | -------------------- | ----------------------------------- | ------------------ | ------------ | ------------- | --------------------- | ------------ | ------------ |
| 1.           | 1945. szeptember 30. | Budapest, Üllői úti pálya           | Magyarország       | 7 – 2        | Románia       | barátságos            | 2            | 8' 86'       |
| 2.           | 1947. augusztus 17.  | Budapest, Üllői úti stadion         | Magyarország       | 9 – 0        | Bulgária      | Balkán-kupa           | 3            | 47' 50' 86'  |
| 3.           | 1947. augusztus 20.  | Budapest, Üllői úti stadion         | Magyarország       | 3 – 0        | Albánia       | Balkán-kupa           | -            |              |
| 4.           | 1947. október 12.    | Bukarest                            | Románia            | 0 – 3        | Magyarország  | Balkán-kupa           | -            |              |
| 5.           | 1948. szeptember 19. | Varsó                               | Lengyelország      | 2 – 6        | Magyarország  | Balkán-kupa           | 2            | 25' 82'      |
| 6.           | 1948. október 3.     | Újpest, Megyeri úti stadion         | Magyarország       | 2 – 1        | Ausztria      | barátságos            | -            |              |
| 7.           | 1948. október 24.    | Bukarest                            | Románia            | 1 – 5        | Magyarország  | Balkán-kupa           | -            | 46'          |
| 8.           | 1949. november 20.   | Újpest, Megyeri úti stadion         | Magyarország       | 5 – 0        | Svédország    | barátságos            | -            |              |
| 9.           | 1950. április 30.    | Budapest, Megyeri úti stadion       | Magyarország       | 5 – 0        | Csehszlovákia | barátságos            | -            |              |
| 10.          | 1950. május 14.      | Bécs, Práter-stadion                | Ausztria           | 5 – 3        | Magyarország  | barátságos            | -            |              |
| 11.          | 1950. október 29.    | Budapest, Megyeri úti stadion       | Magyarország       | 4 – 3        | Ausztria      | barátságos            | -            |              |
| 12.          | 1950. november 12.   | Szófia, Narodna Armija-stadion      | Bulgária           | 1 – 1        | Magyarország  | barátságos            | -            | 46'          |
| 13.          | 1951. május 27.      | Budapest, Megyeri úti stadion       | Magyarország       | 6 – 0        | Lengyelország | barátságos            | -            | 81'          |
| 14.          | 1951. október 14.    | Vitkovice                           | Csehszlovákia      | 1 – 2        | Magyarország  | barátságos            | -            | 46'          |
| 15.          | 1951. november 18.   | Budapest, Megyeri úti stadion       | Magyarország       | 8 – 0        | Finnország    | barátságos            | 3            | 9' 28' 85'   |
| 16.          | 1952. május 18.      | Budapest, Üllői úti stadion         | Magyarország       | 5 – 0        | NDK           | barátságos            | 2            | 14' 73'      |
| 17.          | 1952. május 24.      | Moszkva, Dinamo-stadion             | Moszkva-válogatott | 1 – 1        | Magyarország  | barátságos            | -            |              |
| 18.          | 1952. május 27.      | Moszkva, Dinamo-stadion             | Moszkva-válogatott | 2 – 1        | Magyarország  | barátságos            | -            | 46'          |
| 19.          | 1952. június 15.     | Varsó, CWKS-stadion                 | Lengyelország      | 1 – 5        | Magyarország  | barátságos            | 1            | 26'          |
| 20.          | 1952. június 22.     | Helsinki, Olimpiai Stadion          | Finnország         | 1 – 6        | Magyarország  | barátságos            | -            |              |
| 21.          | 1952. július 15.     | Turku, Kupittaa stadion (FIN)       | Románia            | 1 – 2        | Magyarország  | olimpiai selejtező    | -            |              |
| 22.          | 1952. július 21.     | Helsinki, Pallokenttä stadion (FIN) | Magyarország       | 3 – 0        | Olaszország   | olimpiai nyolcaddöntő | -            |              |
| 23.          | 1952. július 28.     | Helsinki, Olimpiai Stadion (FIN)    | Magyarország       | 6 – 0        | Svédország    | olimpiai elődöntő     | 1            | 59'          |
| 24.          | 1952. augusztus 2.   | Helsinki, Olimpiai Stadion (FIN)    | Jugoszlávia        | 0 – 2        | Magyarország  | olimpiai döntő        | -            |              |
| 25.          | 1952. szeptember 20. | Bern, Wankdorf Stadion              | Svájc              | 2 – 4        | Magyarország  | Európa-kupa           | 1            | 31' 74'      |
| 26.          | 1952. október 19.    | Budapest, Megyeri úti stadion       | Magyarország       | 5 – 0        | Csehszlovákia | barátságos            | 1            | 5'           |
| 27.          | 1953. április 26.    | Budapest, Megyeri úti stadion       | Magyarország       | 1 – 1        | Ausztria      | barátságos            | -            | 73'          |
| 28.          | 1953. május 17.      | Róma, Olimpiai Stadion              | Olaszország        | 0 – 3        | Magyarország  | Európa-kupa           | 1            | 41' 46'      |
| 29.          | 1953. július 5.      | Stockholm, Råsunda Stadion          | Svédország         | 2 – 4        | Magyarország  | barátságos            | 1            | 78'          |
| 30.          | 1953. október 4.     | Prága, Hadsereg-stadion             | Csehszlovákia      | 1 – 5        | Magyarország  | barátságos            | 1            | 20'          |
| 31.          | 1953. október 11.    | Bécs, Práter-stadion                | Ausztria           | 2 – 3        | Magyarország  | barátságos            | 2            | 65' 74'      |
| 32.          | 1953. november 15.   | Budapest, Népstadion                | Magyarország       | 2 – 2        | Svédország    | barátságos            | -            |              |
| 33.          | 1953. november 25.   | London, Wembley Stadion             | Anglia             | 3 – 6        | Magyarország  | barátságos            | 3            | 1' 22' 53'   |
| 34.          | 1954. február 12.    | Kairó                               | Egyiptom           | 0 – 3        | Magyarország  | barátságos            | 1            | 62'          |
| 35.          | 1954. április 11.    | Bécs, Práter-stadion                | Ausztria           | 0 – 1        | Magyarország  | barátságos            | -            |              |
| 36.          | 1954. május 23.      | Budapest, Népstadion                | Magyarország       | 7 – 1        | Anglia        | barátságos            | 1            | 62'          |
| 37.          | 1954. június 20.     | Bázel, St. Jakob stadion (SUI)      | Magyarország       | 8 – 3        | NSZK          | vb-csoportkör         | 2            | 51' 55'      |
| 38.          | 1954. június 27.     | Bern, Wankdorfstadion (SUI)         | Magyarország       | 4 – 2        | Brazília      | vb-negyeddöntő        | 1            | 4'           |
| 39.          | 1954. június 30.     | Lausanne, Olimpiai Stadion (SUI)    | Magyarország       | 4 – 2        | Uruguay       | vb-elődöntő           | 1            | 47'          |
| 40.          | 1954. július 4.      | Bern, Wankdorf Stadion (SUI)        | NSZK               | 3 – 2        | Magyarország  | vb-döntő              | -            |              |
| 41.          | 1954. szeptember 19. | Budapest, Népstadion                | Magyarország       | 5 – 1        | Románia       | barátságos            | 2            | 44' 53'      |
| 42.          | 1954. szeptember 26. | Moszkva, Dinamo-stadion             | Szovjetunió        | 1 – 1        | Magyarország  | barátságos            | -            |              |
| 43.          | 1954. október 10.    | Budapest, Népstadion                | Magyarország       | 3 – 0        | Svájc         | barátságos            | -            |              |
| 44.          | 1954. október 24.    | Budapest, Népstadion                | Magyarország       | 4 – 1        | Csehszlovákia | barátságos            | -            | 76'          |
| 45.          | 1954. november 14.   | Budapest, Népstadion                | Magyarország       | 4 – 1        | Ausztria      | barátságos            | -            |              |
| 46.          | 1954. december 8.    | Glasgow, Hampden Park               | Skócia             | 2 – 4        | Magyarország  | barátságos            | 1            | 26'          |
| 47.          | 1955. április 24.    | Bécs, Práter-stadion                | Ausztria           | 2 – 2        | Magyarország  | Európa-kupa           | 1            | 29'          |
| 48.          | 1955. május 11.      | Stockholm, Råsunda Stadion          | Svédország         | 3 – 7        | Magyarország  | barátságos            | 1            | 47'          |
| 49.          | 1955. május 15.      | Koppenhága, Boldklub-pálya          | Dánia              | 0 – 6        | Magyarország  | barátságos            | -            |              |
| 50.          | 1955. május 29.      | Budapest, Népstadion                | Magyarország       | 3 – 1        | Skócia        | barátságos            | 1            | 51'          |
| 51.          | 1955. szeptember 17. | Lausanne, Olimpiai Stadion          | Svájc              | 4 – 5        | Magyarország  | Európa-kupa           | -            |              |
| 52.          | 1955. szeptember 25. | Budapest, Népstadion                | Magyarország       | 1 – 1        | Szovjetunió   | barátságos            | -            |              |
| 53.          | 1955. november 13.   | Budapest, Népstadion                | Magyarország       | 4 – 2        | Svédország    | barátságos            | -            | 80'          |
| 54.          | 1956. február 19.    | Isztambul                           | Törökország        | 3 – 1        | Magyarország  | barátságos            | -            | 31'          |
| 55.          | 1956. február 29.    | Bejrút                              | Libanon            | 1 – 4        | Magyarország  | barátságos            | -            |              |
| 56.          | 1956. május 20.      | Budapest, Népstadion                | Magyarország       | 2 – 4        | Csehszlovákia | Európa-kupa           | -            |              |
| 57.          | 1956. szeptember 16. | Belgrád, JNA-stadion                | Jugoszlávia        | 1 – 3        | Magyarország  | Európa-kupa           | -            |              |
| 58.          | 1956. szeptember 23. | Moszkva, Lenin-stadion              | Szovjetunió        | 0 – 1        | Magyarország  | barátságos            | -            |              |
| 59.          | 1956. október 7.     | Párizs, Colombes Stadion            | Franciaország      | 1 – 2        | Magyarország  | barátságos            | -            | 42'          |
| 60.          | 1956. október 14.    | Bécs, Práter-stadion                | Ausztria           | 0 – 2        | Magyarország  | barátságos            | -            | 21'          |
| 61.          | 1957. június 12.     | Oslo, Ullevaal Stadion              | Norvégia           | 2 – 1        | Magyarország  | vb-selejtező          | -            |              |
| 62.          | 1957. június 23.     | Budapest, Népstadion                | Magyarország       | 4 – 1        | Bulgária      | vb-selejtező          | -            |              |
| 63.          | 1957. szeptember 15. | Szófia, Levszki-stadion             | Bulgária           | 1 – 2        | Magyarország  | vb-selejtező          | 2            | 2' 33'       |
| 64.          | 1957. szeptember 23. | Budapest, Népstadion                | Magyarország       | 1 – 2        | Szovjetunió   | barátságos            | 1            | 26'          |
| 65.          | 1957. október 6.     | Budapest, Népstadion                | Magyarország       | 2 – 0        | Franciaország | barátságos            | -            |              |
| 66.          | 1957. november 10.   | Budapest, Népstadion                | Magyarország       | 5 – 0        | Norvégia      | vb-selejtező          | -            |              |
| 67.          | 1957. december 22.   | Hannover, Niedersachsenstadion      | NSZK               | 1 – 0        | Magyarország  | barátságos            | -            | 61'          |
| 68.          | 1958. június 8.      | Sandviken, Jernvallen (SWE)         | Magyarország       | 1 – 1        | Wales         | vb-csoportkör         | -            |              |
| 69.          | 1958. június 15.     | Sandviken, Jernvallen (SWE)         | Magyarország       | 4 – 0        | Mexikó        | vb-csoportkör         | -            |              |
|              | Összesen             |                                     |                    | 69           | mérkőzés      |                       | 39           | gól          |

## Emlékezete
- 2002 óta tiszteletére az MTK Budapest FC stadionját Hidegkuti Nándor Stadionnak nevezik.
- 2011. november 25-én a londoni 6:3-as győzelem évfordulóján MÁV 470 010-4 számú Siemens Taurus mozdonyára az Aranycsapat tagjaként Hidegkuti Nándor is felkerült. A vállalat így állított a legendás csapatnak emléket.[10]
- 2013 novemberében avatták fel a mellszobrát az MTK stadionjában.[11]

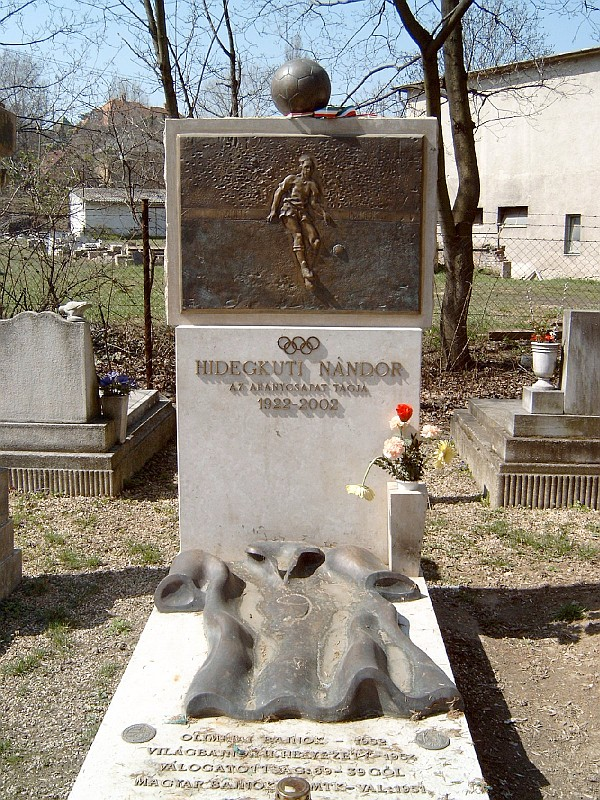
Sírja az óbudai temetőben (Mihály Gábor alkotása)

## Kötetei
- Ádám József–Darvas Albert–Hidegkuti Nándor: A labdarúgás bűvös négyszöge. A labdarúgófedezetek és összekötők játéka; Sport, Bp., 1958
- Óbudától Firenzéig. Hidegkuti Nándor feljegyzései alapján írta Fekete Pál; Sport–Medicina, Bp., 1961
- Óbudától Firenzéig. Hidegkuti Nándor feljegyzései alapján írta Fekete Pál; 2., bőv. kiad.; Sport, Bp., 1962 (Színes sportkönyvtár)
- Óbudától Firenzéig. Hidegkuti Nándor feljegyzései alapján írta Fekete Pál; 3., bőv. kiad.; Sport, Bp., 1965